# Guy Martin

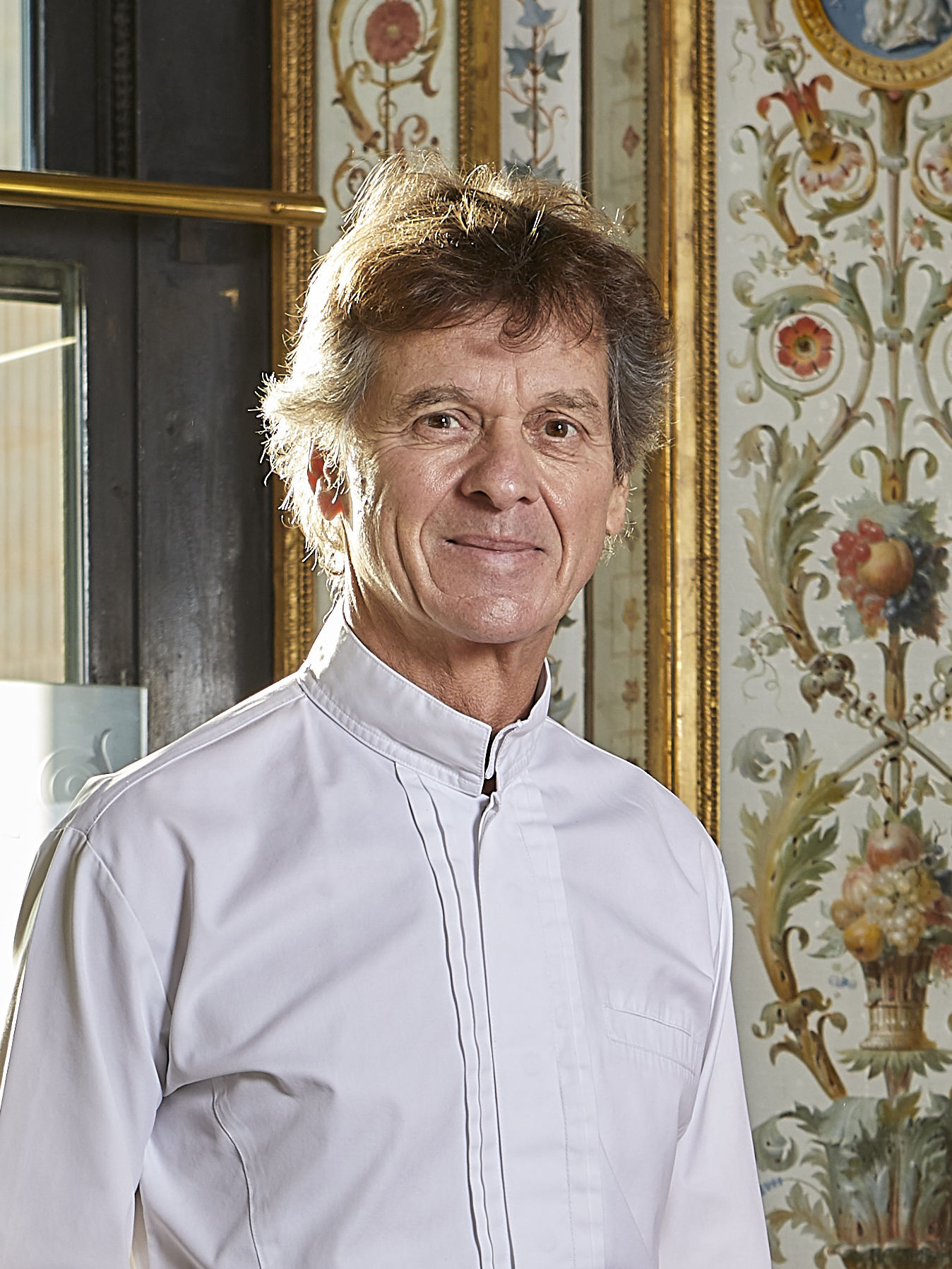
Guy Martin

Guy Martin (Bourg-Saint-Maurice, 3 februari 1957) is een Franse chef-kok.

## Loopbaan
Hij is een autodidact en werd in 1991 chef van het beroemde Parijse restaurant Le Grand Véfour. Hij behaalde zijn eerste Michelinster in 1985, zijn tweede in 1990 en zijn derde in 2000. Die laatste werd hem weer afgenomen in 2008. In hetzelfde jaar opende Martin zijn kookschool in Parijs, Atelier Guy Martin.